# Dmytro Topczijew
Dmytro Mykołajowycz Topczijew, ukr. Дмитро Миколайович Топчієв, ros. Дмитрий Николаевич Топчиев, Dmitrij Nikołajewicz Topczijew (ur. 25 września 1966 w Niżnym Tagile w obwodzie swierdłowskim, Rosyjska FSRR) – ukraiński piłkarz pochodzenia rosyjskiego, grający na pozycji pomocnika, a wcześniej obrońcy, reprezentant Ukrainy.

## Kariera piłkarska

### Kariera klubowa
Wychowanek Szkoły Piłkarskiej Uralec Niżny Tagił, w którym rozpoczął karierę piłkarską. W 1987 został piłkarzem Gieołoga Tiumeń, a w następnym roku najpierw Torpeda Zaporoże, a potem Kołosa Nikopol. W 1992 przeszedł do Wołyni Łuck, a latem do Karpat Lwów. W 1993 został zaproszony do Dynama Kijów, skąd w sezonie 1994/95 został wypożyczony do CSKA-Borysfen Boryspol. W 1995 przeszedł do Dnipra Dniepropetrowsk. W 1996 powrócił do Karpat. Następnie występował w klubach Metałurh Nikopol i Zirka Kirowohrad. W 1998 wyjechał do Rosji, gdzie bronił barw klubów Urałmasz Jekaterynburg i Spartak Nalczyk. Po roku występował w Metałurhu Zaporoże ponownie wrócił do Rosji, gdzie został piłkarzem Bałtiki Kaliningrad. W 2000 powrócił do Wołyni. Sezon 2002 rozpoczął w kazachskim Aktobe-Lento Aktobe, ale powrócił do Wołyni, w którym zakończył karierę piłkarską.

### Kariera reprezentacyjna
28 października 1992 debiutował w drużynie narodowej Ukrainy w zremisowanym 1:1 meczu towarzyskim z Białorusią. Ogółem rozegrał 5 gier.

## Sukcesy i odznaczenia

### Sukcesy klubowe
- mistrz Ukrainy: 1993
- brązowy medalista Mistrzostw Ukrainy: 1995
- zdobywca Pucharu Ukrainy: 1994